# جان سندز
جان سندز (به انگلیسی: John Sands) بازیکن فوتبال زادهٔ ۴ مارس ۱۸۵۹ اهل کشور انگلستان بود که سابقهٔ بازی در تیم ملی فوتبال انگلستان را در کارنامهٔ خود دارد. وی در تاریخ ۱۵ مارس ۱۸۸۰ تنها بازی ملی خود را در مقابل تیم ملی فوتبال ولز انجام داد.